# Giardino dell'Eden

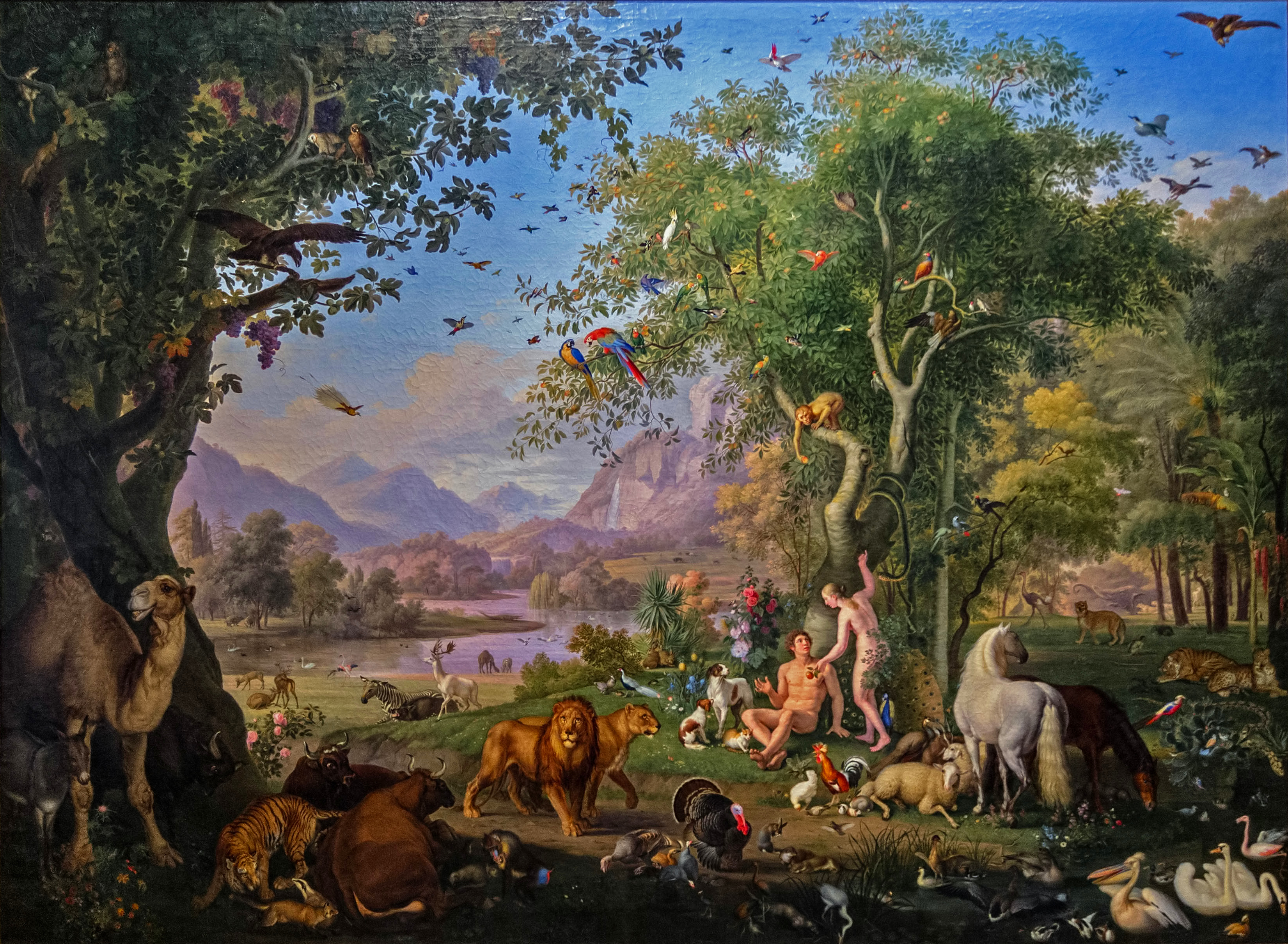
Il giardino dell'Eden in un dipinto di Johann Wenzel Peter conservato alla Pinacoteca vaticana (1800-1829).

Il giardino dell'Eden (nella tradizione chiamato anche Paradiso Terrestre, seppure la Bibbia non utilizzi mai questo termine) è, secondo il racconto biblico del libro della Genesi, il luogo in cui Dio pose a vivere l’uomo dopo averlo creato dal fango. 
"Eden" è un sostantivo ebraico che significa "piacere, delizie", perciò nella Vulgata di Girolamo la locuzione Gan 'Eden (גן עדן) fu tradotta come "paradisus voluptatis ", ovvero "giardino/paradiso di delizie" ("paradisus" indicava un tipo di giardino comune nel mondo persiano, il pairidaeza); secondo questa versione "Eden" non indica dunque una regione geografica, trattandosi semplicemente di un attributo del giardino stesso, oppure la regione potrebbe chiamarsi "Delizia", così come il paese in cui Caino fuggirà si chiamerà Nod, "Fuga".
Gli studi dell'ultimo secolo hanno invece proposto di far derivare "Eden" dal termine sumerico (adottato anche nelle lingue semitiche) edenu, che significa "steppa, deserto"; con ciò Gan 'Eden (גן עדן) verrebbe ad assumere il significato di "giardino/paradiso nel deserto, oasi"; secondo questa versione "Eden" non indicherebbe una regione geografica specifica, ma una generica steppa orientale.

## Il racconto biblico

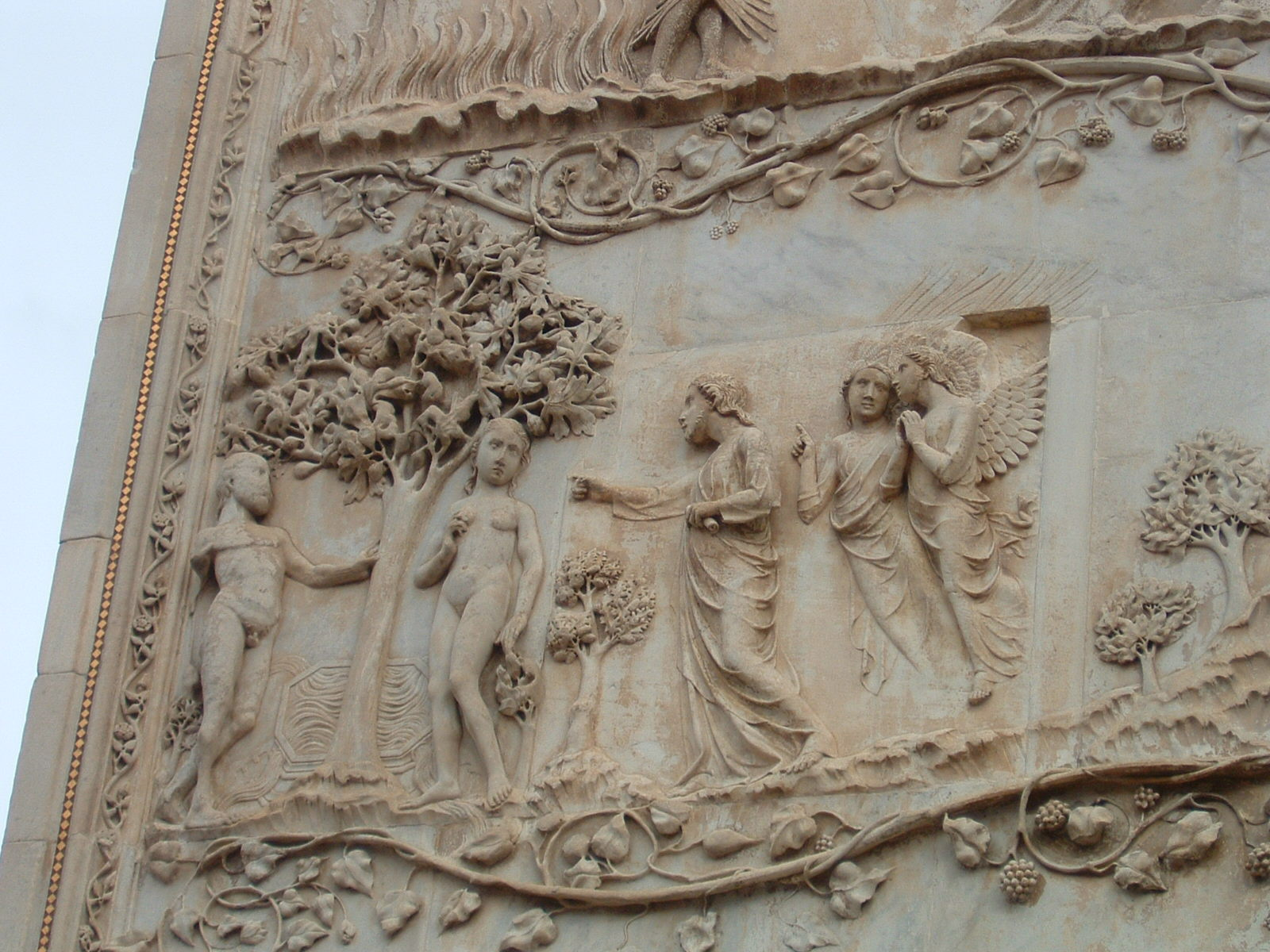
Dio dice ad Adamo ed Eva di non mangiare il frutto dell'albero della conoscenza del bene e del male (dettaglio della facciata del duomo di Orvieto).

La regione di Eden è detta trovarsi a oriente; dal giardino usciva un corso d'acqua che si divideva in quattro rami fluviali: il Pison (che circondava la terra di Avila), il Tigri, l'Eufrate e il Gihon (che circondava la terra di Kush). Dato che la terra di Kush è normalmente identificata con la Nubia, il Gihon potrebbe essere il Nilo. Se poi il Pison fosse l'Indo, come propone Meir Bar-Ilan, la narrazione biblica avrebbe considerato i quattro più grandi fiumi conosciuti dai popoli mesopotamici: il Tigri e l'Eufrate erano il centro del loro mondo, mentre l'Indo e il Nilo ne costituivano rispettivamente il confine orientale e quello occidentale. La lunghezza smisurata di questi fiumi, la cui sorgente era difficile da identificare (le sorgenti del Nilo furono scoperte solo nel XIX secolo, forse circa tremila anni dopo la redazione di questo racconto), era garanzia che Eden era una terra remotissima. Gen 2, 10-14 descrive con dovizia di particolari l'ubicazione del giardino dell'Eden: "Un fiume usciva da Eden per irrigare il giardino, poi di lì si divideva e formava quattro corsi. Il primo fiume si chiama Pison: esso scorre attorno a tutta la regione di Avìla, dove si trova l'oro e l'oro di quella regione è fino; vi si trova pure la resina odorosa e la pietra d'ònice. Il secondo fiume si chiama Ghicon: esso scorre attorno a tutta la regione d'Etiopia. Il terzo fiume si chiama Tigri: esso scorre a oriente di Assur. Il quarto fiume è l'Eufrate".
Secondo il racconto biblico Dio fece germogliare nel giardino molti alberi belli a vedersi e ottimi da mangiare e vi pose l'uomo perché lo custodisse e coltivasse. Al centro del giardino c'erano due alberi particolari: l'albero della conoscenza del bene e del male e l'albero della vita. Dio proibì all'uomo di mangiare i frutti del primo e dopo la sua disobbedienza, lo allontanò dal giardino dell'Eden, togliendogli così l'accesso ai frutti dell'albero della vita, come sta scritto in Genesi 3,22: Poi Dio disse: «Ecco, l'uomo è diventato come uno di noi, quanto alla conoscenza del bene e del male. Guardiamo che egli non stenda la mano e prenda anche del frutto dell'albero della vita, ne mangi e viva per sempre».

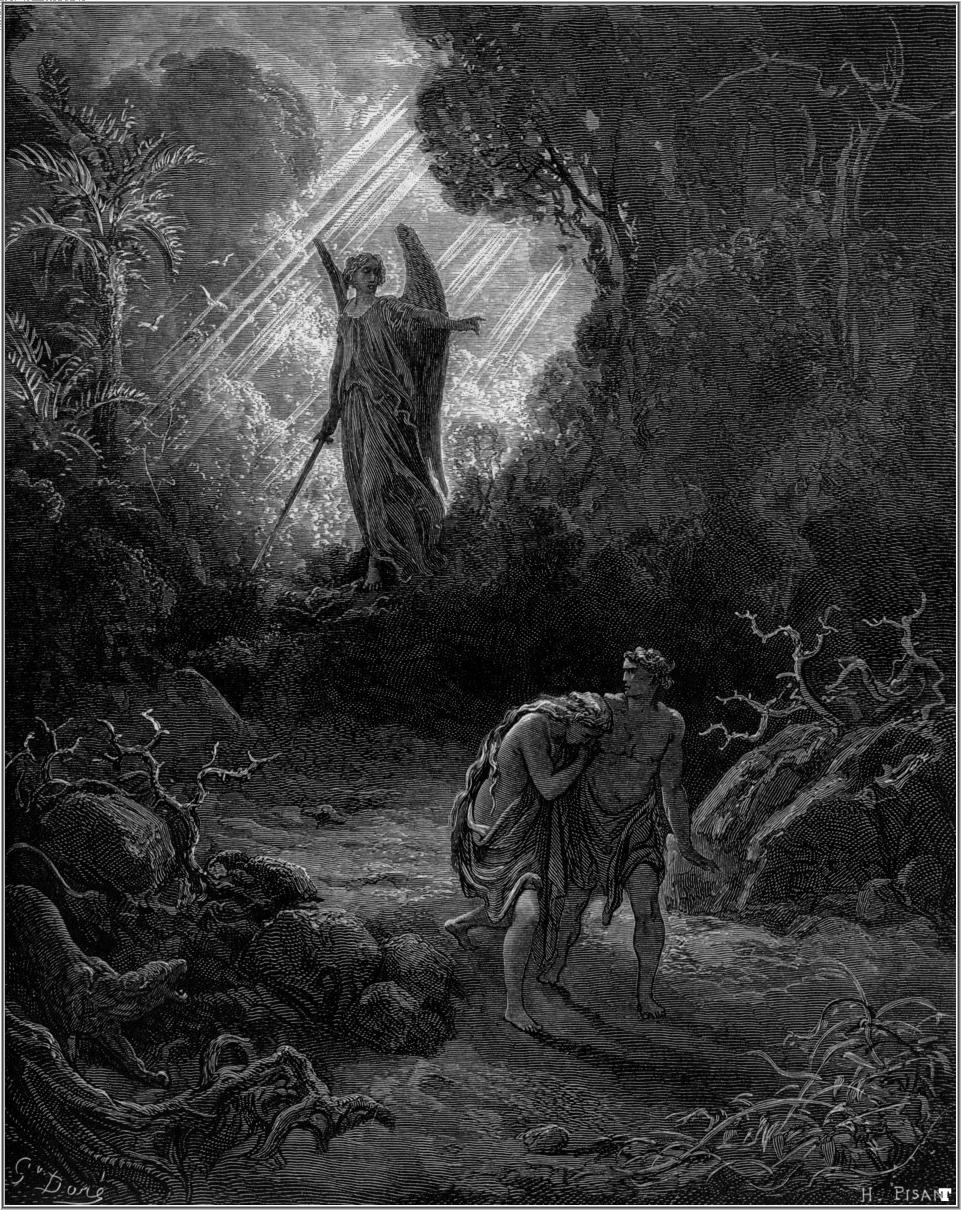
La cacciata di Adamo ed Eva dall'Eden (Gustave Doré).

## Miti analoghi di altre civiltà
Il ricordo di un paradiso perduto e a volte altri dettagli narrativi del racconto biblico compaiono in miti edenici di altre civiltà.

### L'Eden nei miti sumeri
Il paradiso dei Sumeri si chiamava Dilmun e può essere identificato nel golfo Persico (Bahrein), anche se altri studiosi lo collocano nella valle dell'Indo.  In questo luogo, dove non esistevano malattie e morte, il dio Enki usava accoppiarsi sessualmente con le dee sue figlie.
Dopo aver mangiato i frutti degli alberi creati dalla dea Ninhursag viene da questa maledetto e condannato a molteplici mali. Una volta riappacificatasi, per far guarire il dio Enki la dea Ninhursag crea varie dee il cui nome corrisponde alla parte del corpo del dio. Fra le altre, in relazione alla costola, Ninhursag crea una dea dal nome Nin.ti che significa "dea che fa vivere" e "dea costola" (sumerico TI = vita e costola). Questo significato, traslato in ebraico, potrebbe aver dato origine alla figura di Eva.
In un altro mito sumero il contadino Shukallituda, non riuscendo a coltivare la sua terra troppo arida, chiese aiuto alla dea Inanna: questa gli consigliò di piantare degli alberi per fare ombra, facendo così nascere la prima oasi con una tecnica di coltivazione comune nei deserti intorno al golfo Persico. Il mito si conclude con una trasgressione sessuale in cui il contadino stupra la dea addormentata: come punizione per l'affronto Shukallituda è costretto ad abbandonare il suo giardino.
Infine nel mito di Gilgamesh l'eroe cerca l'ultimo uomo sopravvissuto al diluvio, Utnapishtim, il quale conosce la pianta dell'immortalità che cresceva in paradiso. Utnapishtim rivela a Gilgamesh che il paradiso è sprofondato nel mare, allora Gilgamesh recupera una fronda della pianta sul fondo del mare, ma durante il ritorno un serpente divora la fronda e ritorna giovane.
La presenza di tracce di questi miti e di altri motivi letterari nei primi capitoli è coerente con l'affermazione biblica che la Mesopotamia era la terra d'origine di Abramo. Egli lasciò la propria nazione alla ricerca di una religione diversa e perciò è più corretto sottolineare il contesto religioso completamente diverso in cui questi motivi letterari furono rielaborati.

### L'Eden nei miti di altre antiche civiltà orientali
Arturo Graf espone ampiamente i risultati dei suoi studi sul mito del paradiso terrestre nella prima parte del suo saggio Miti, leggende e superstizioni del Medio Evo. Egli scrive che "i libri sacri dell'India e il Mahābhārata celebrano l'aureo monte Meru da cui sgorgano quattro fiumi, che si spandono poi verso le quattro plaghe del cielo e sulle cui giogaie eccelse olezza e risplende l'incomparabile paradiso, detto Uttara-Kuru, dimora degli dei, prima patria degli uomini, sacra ai seguaci di Buddha non meno che agli antichi adoratori di Brahmā. Gli Egizi, a cui forse appartenne in origine l'immaginazione degli Orti delle Esperidi, serbavano lungo ricordo di una età felicissima, vissuta dagli uomini sotto la mite dominazione di Ra, l'antichissimo dio solare. Airyâna vaegiâh, che sorgeva sull'Hara-berezaiti degli iranici, fu un vero paradiso terrestre, innanzi che il fallo dei primi parenti e la malvagità di Angrô-Mainyus l'avessero trasformato in un buio e gelido deserto; e nell'Iran e nell'India, come in Egitto, durava il ricordo di una prima età felicissima. I cinesi coronarono il Kunlun di un paradiso, dove sono parecchi alberi meravigliosi e di onde sgorgano parecchi fiumi. Nelle tradizioni religiose degli Assiri e dei Caldei il mito appare con sembianze che non si possono non riconoscere come affatto simili a quelle del mito biblico. 
I quattro fiumi che scaturivano dall'Eden biblico (Genesi 2, 10-17) lasciano congetturare che esso fosse un monte, così come lo erano il Meru indiano, l'Alburz iranico, l'Asgard norrena, il Kâf arabico nonché l'Eden citato dal profeta Ezechiele nel Vecchio Testamento (28, 12-19).

### Il paradiso perduto nei miti greco-romani, celti e arabi
L'idea di uno stato felice perduto è presente anche nella civiltà classica greca e romana. Lo attestano ad esempio lo scrittore greco Esiodo (Opere e Giorni, 109-119) e il poeta latino Publio Ovidio Nasone  (Le metamorfosi, I, 89-112). Greci e Latini favoleggiavano dell'età dell'oro, dei regni felici di Crono e Saturno e di più terre beate. Inoltre Graf ricorda i miti delle Isole Fortunate nel mondo greco, rappresentazioni del paradiso terrestre. Esse sono l'isola dei Feaci e di Ogigia in Omero (Odissea), l'isola di Pancaia descritta da Diodoro Siculo, l'Atlantide di Platone, la Merope di Teopompo. 
Gli Arabi credevano nell'isola beata di Vacvac, oltre il monte Kâf, ricordata nei viaggi di Sindbad ne Le mille e una notte. Di un'isola "dalle poma d'oro" narravano i Celti. Questa fu la credenza dei padri della Chiesa e dei dottori della Chiesa, ripresa da Dante Alighieri, quando a Matelda nel paradiso terrestre faceva dire: «Quelli che anticamente poetaro/l'età dell'oro e suo stato felice/forse in Parnaso esto loco sognaro» (Purgatorio, XXVIII, vv. 139-141). Alighieri pone l'Eden nell'opposto emisfero terrestre, proprio secondo le indicazioni dei padri e dottori della Chiesa.
In conclusione, le indagini degli studiosi hanno portato a individuare una lontana convergenza dei miti paradisiaci dei popoli della doppia famiglia ario-semitica. Graf rileva altresì che "nel mito paradisiaco ario-semitico [e in altri affini] si trovano tracce di un antichissimo culto della natura. L'albero della vita è albero che porge il nutrimento; l'albero della scienza è l'albero che dà responsi: entrambi appaiono in numerose mitologie, fatti spesso compagni dell'albero generatore da cui procedono gli uomini".

## Maria nuovo Eden nella teologia cattolica
Dato che secondo Paolo di Tarso Cristo è il nuovo Adamo con cui inizia una nuova umanità, i mariologi hanno pensato che la collocazione del primo Adamo nel giardino dell'Eden prefigurasse l'incarnazione di Cristo in Maria. Per esempio Luigi Maria Grignion de Montfort afferma: La Divina Maria è il Paradiso Terrestre del nuovo Adamo (Cristo), dove questi si è incarnato per opera dello Spirito Santo per operarvi meraviglie inimmaginabili. È il grande e divino mondo di Dio, dove egli custodisce bellezze e tesori ineffabili. L'analogia fra Maria e il Giardino dell'Eden ispira le tesi dei mariologi sulla purezza di Maria e sulla sua Immacolata Concezione. La disponibilità dei frutti dell'albero della vita nell'Eden può rappresentare l'accesso immediato di Adamo alla grazia di YHWH, il "Dio Vivente" e nell'analogia anche in Maria è presente la pienezza della grazia sin dalla sua nascita. L'analogia, poi, poteva trovare un appoggio in un versetto del Cantico dei cantici, libro da sempre impiegato per comporre molti testi liturgici in onore di Maria Santissima
(Cantico dei cantici 4,12)
Nel campo dell'arte sacra europea, l'hortus conclusus divenne presto simbolo del Giardino dell'Eden e della verginità di Maria. Si trova spesso raffigurato, anche tramite pochi accenni simbolici, in dipinti quali le Annunciazioni e in altre scene della vita della Vergine.

## Ipotesi sulla localizzazione geografica

### Ipotesi mesopotamica
Nonostante il carattere mitologico del racconto, molti hanno tentato di trovare una localizzazione più o meno plausibile del giardino. L'ipotesi più accurata é che l'Eden si collocherebbe nell'odierna regione della Mesopotamia meridionale (Iraq) e più precisamente nella pianura attraversata dal fiume Shatt al-'Arab, sepolto sotto decine di metri di sedimenti. Nello Shatt al-‘Arab oggi confluiscono due dei fiumi citati nella Genesi: il Tigri e l'Eufrate. Il Pison viene identificato con un letto di un fiume asciutto che si trova nell'Arabia settentrionale, mentre il Gihon viene identificato con il fiume iranico Karun, che scende dai monti Zagros per confluire nello Shatt al-'Arab. Se poi si considera che il golfo Persico era completamente all'asciutto durante l'ultima glaciazione ed è stato allagato dalla trasgressione marina fra i 5000 o 6000 anni prima di Cristo, è possibile che l'Eden si trovasse in fondo al mare attuale: i quattro fiumi avrebbero confluito in un unico grande corso d'acqua che avrebbe reso il Golfo Persico una valle verdeggiante.
Se si considera che molti miti ebraici (tra cui la vita di Abramo prima della chiamata di Dio), si collocano in Mesopotamia, non é insensata questa collocazione.  Nel racconto biblico, però, Eden si troverebbe nei pressi della sorgente del Tigri e dell'Eufrate, non della loro foce. 

### Ipotesi scandinava
Un'ipotesi sulla localizzazione dell'Eden completamente diversa si trova nel saggio Omero nel Baltico di Felice Vinci, dove l'autore, nell'ambito della totale localizzazione geografica dei poemi omerici in Scandinavia, teorizza diversi collegamenti con le mitologie di molti altri popoli, tra cui quello ebraico; e una volta identificata l'Etiopia con la penisola di Nordkynn, anche in Norvegia: «Esaminiamo [...] uno dei fiumi che la bagnano, il Tana (che pertanto potrebbe corrispondere al Gihon biblico): esso nasce in una zona della Lapponia finlandese [...] da cui effettivamente si dipartono altri corsi d'acqua. Uno è l'Ivalo, che i Lapponi chiamano Avvil. L'assonanza con Avila [...] da sola potrebbe essere casuale, ma proprio questo territorio è ricco d'oro». Il passo citato prosegue con l'identificazione di Tigri ed Eufrate con i loro corrispettivi scandinavi; il complesso di questi fiumi delinea, secondo Vinci, "una sorta di Mesopotamia finnica, straordinariamente assomigliante a quella asiatica".

## L'Eden nella Divina Commedia
Nella Divina Commedia di Dante Alighieri il paradiso terrestre è posto sulla sommità del monte del purgatorio (situato agli antipodi del mondo allora conosciuto) e rappresenta l'ultima tappa del percorso di purificazione che compiono le anime per poter accedere al paradiso. È rappresentato come una foresta lussureggiante percorsa dal fiume Letè che toglie la memoria del male commesso e il fiume Eunoè che rinnova la memoria del bene compiuto. Il giardino dell'Eden compare in tutti i canti dal ventottesimo al trentatreesimo del Purgatorio. Il poeta fa qui il suo primo incontro con Beatrice e conosce Matelda, una donna che funge da allegoria dello stato d'innocenza dell'uomo prima del peccato originale. Inoltre assiste a una processione che rappresenta la storia dell'uomo e del suo rapporto con la fede, dal peccato originale al tempo di Alighieri.